# Koreai sakk
Koreai megnevezés:
hangul=장기; hanja=將棋; Revised Romanization=janggi; McCune-Reischauer=changgi
A janggi, más néven koreai sakk egy táblás játék, a kínai sakk (xiangqi) koreai megfelelője. A hasonlóságok ellenére a janggi sok téren különbözik a kínai sakktól. Bár mindkettőt egy 9×10-es táblán játsszák, ám míg a kínai sakkban egy „folyó” szeli ketté a táblát, addig a koreai sakkban ilyen nincs.
A janggi játékmenete gyorsabb, mint a hagyományos európai sakké, mivel „ugráló” ágyúk, és „nagyléptű” elefántok találhatók a bábuk között. Ám ennek ellenére a professzionális sakkjátszmák sokszor akár 100 lépésig is tartanak, és ezért lassabbak, mint az európai társuk.

## Története
A janggi a kínai sakk egy korábbi változatából származik, melyet a kínai Song Dinasztia idején játszottak. Jóval távolabbi kapcsolatban van a japán sakkal, a sógival.

## Janggi a koreai kultúrában
Sokszor látni olyat, hogy idősebb emberek körbeállnak egy janggi táblát, melynél két férfi játszik, némi pénznyereményért. Ezeket a játékokat szinte egész évben játsszák, különösen Szöul parkjaiban. Ezért általában a janggit a helyiek szerencsejátéknak tartják.

## Szabályok
A tábla 9 oszlopból és 10 sorból áll. A tábla megközelítőleg olyan, mint a kínai sakknál, kivéve, hogy középen nincs rajta „folyó”. A bábukat a sorok és oszlopok találkozásaiba lehet rakni, akár csak a gónál.  A janggi bábuk hagyományosan nyolcszögletűek, és különbözik a méretük, attól függően, hogy melyik bábról van szó. Legnagyobbak a generálisok, utánuk a bástyák, huszárok, elefántok és ágyúk következnek, majd a legkisebbek a testőrök és a gyalogok. Az oldalak, a hagyományos sakktól eltérően nem fekete és fehér, hanem zöld (kék) és piros. A játékban a zöld kezd. A tábla mind két oldalán van egy 3×3-as méretű palota (összesen 9 ponttal), középen a játékosok oldalain. A palotában két átlós vonal is található, melyeknek a bábuk mozgásánál lesz majd szerepe.

### A bábuk
A bábukat hagyományosan kínai karakterekkel jelölik.

#### Generális (király, tábornok)
A generális bábu olyan szerepet tölt be, mint a hagyományos európai sakkban a király. A jele: Hàn; 漢 a vörös oldalon, míg Chǔ; 楚 a zöldön.
A janggi annyiban különbözik a kínai sakktól, hogy a generális a játék kezdetén a palota közepén helyezkedik el, és nem pedig a szélen. A generális a palotán belül közlekedhet, s mehet függőlegesen, vízszintesen vagy átlósan egy lépést. Mikor a generális elvész, a játéknak is vége. Mikor két generális szembe kerül egymással úgy, hogy csak üres mezők vannak közöttük, és a következő játékos nem lép ki ebből a vonalból, vagy nem tesz a két generális közé valamilyen másik bábut, akkor a játék döntetlennel ér véget. Ez a szabály különbözik a kínai sakktól, ahol is tilos a két bábunak szemben lennie egymással.
Ha a király nincs sakkban, de ha lépne, akkor abba kerülne, akkor a játékosnak lehetősége van „passzolni”, és nem lépni.

#### Testőr
A testőr jele: sa (士).
A király mellett a tábla szélén helyezkedik el a két-két testőr. Ugyanúgy mozognak, akár csak a generális, és a palotát sem hagyhatják el. Épp ezért a testőrök a leggyengébb figurák a janggiban, és fő feladatuk a generális védelmezése.

#### Elefánt
| ┼ | ○ | ┼ | ┼ | ┼ | ○ | ┼ |
| ○ | ┼ | ◆ | ┼ | ◆ | ┼ | ○ |
| ┼ | ◆ | ┼ | ◆ | ┼ | ◆ | ┼ |
| ┼ | ┼ | ◆ | ▲ | ◆ | ┼ | ┼ |
| ┼ | ◆ | ┼ | ◆ | ┼ | ◆ | ┼ |
| ○ | ┼ | ◆ | ┼ | ◆ | ┼ | ○ |
| ┼ | ○ | ┼ | ┼ | ┼ | ○ | ┼ |

Az elefánt neve: sang (象), s a testőrök mellett helyezkednek el. Ezek a bábuk úgy mozognak, hogy először lépnek egy pontot vízszintesen vagy függőlegesen, majd két pontot átlósan (az eredeti ponttól távolodva), s végül 2×3 mezővel leszenek távolabb, mint ahogy az eredeti pozíciójukban voltak. Ugyanúgy, mint a lovak a kínai sakkban, ezek sem ugornak, hanem lépnek, tehát nem léphetnek olyan közbülső pontokra, ahol más figura áll. A kínai sakktól eltérően, ahol az elefántok csupán a védekezésben segítenek, mivel nem léphetik át a folyót, itt az egész táblán mozoghatnak (nincs folyó). Az elefántot a játék elején megcserélhetjük a mellette álló huszárral.

#### Ló (huszár)
| ┼ | ○ | ┼ | ○ | ┼ |
| ○ | ┼ | ◆ | ┼ | ○ |
| ┼ | ◆ | ▲ | ◆ | ┼ |
| ○ | ┼ | ◆ | ┼ | ○ |
| ┼ | ○ | ┼ | ○ | ┼ |

Neve: ma (馬). Az elefántok mellett helyezkedik el a játék kezdetén. Mozgása szinte teljesen megegyezik az európai sakk huszárjával, kivéve, hogy a közbülső mező nem lehet foglalt (a koreai sakkban a huszár lép és nem ugrik). Közbülső mezőnek számít az a huszár melletti vízszintes vagy függőleges pozíció, mely irányába lépni szeretnénk vele. A huszár innét még átlósan lép egyet. Így végül 1×2 mezővel kerül arrébb az eredeti pozíciójához képest. A játék elején a ló megcserélhető a mellette lévő elefánttal.

#### Bástya
Neve: cha (車). Teljesen úgy viselkedik, mint a nyugati sakk bástyája. Bármennyi üres mezőt léphet át vízszintesen vagy függőlegesen, és a végén le is üthet egy ellenséges bábut. A játék kezdetén a bástyák a tábla szélén vannak (a huszárok mellett).
A bástya a palotában mozoghat átlósan is, de csak egyenesen (ha átlósan indult el, akkor csak átlósan haladhat, s természetesen csak a palota széléig).

#### Ágyú
Neve: po (包). Mind a két játékosnak van két-két ágyúja. Az ágyúk a gyalogok mögött helyezkednek el, a huszárral egyvonalban (ha a játék elején a lovak nem lettek az elefánttal felcserélve). Az ágyú úgy mozog, hogy átugrik egy és csakis egy másik bábut (legyen az ellenséges vagy barát) függőlegesen vagy vízszintesen, s közöttük és a megérkezés helye között bármennyi üres mező lehet. Az ágyú ütése hasonló: egy bábut át kell ugrania, és az átugrott bábu másik oldalán kell lennie a leütendő figurának. Az ágyú és az átugrott bábu között, valamint az átugrott bábu és a leütendő ellenséges bábu között bármennyi üres mező lehet. Az ágyú a leütött figura helyére kerül. Természetesen az ágyú a játék elején a legerősebb, mikor sok más figura is van a táblán, míg később gyengül ereje. Fontos, hogy az ágyú másik ágyút nem ugorhat át, és nem is üthet le. Valamint tilos az ágyú lépésével kezdeni a játékot.
Az ágyú a palotában mozoghat átlósan is, akár csak a bástya (lásd ott).

#### Gyalog (katona)
Neve: byeong (兵) a vörösnél és jol (卒) a zöldnél. Mindkét félnek öt-öt van. Az ágyúk előtt helyezkednek el, közöttük egy-egy üres mező van. Előre vagy oldalirányba egy mezőt mozoghatnak, és így is ütnek. Ha elérik a tábla másik oldalát, akkor nem lehet őket előléptetni, mint a hagyományos nyugati sakkban, hanem ettől kezdve csak oldalirányba közlekedhetnek. A gyalogok az ellenséges palotában átlósan is mozoghatnak egy-egy mezőt, de csak előrefelé.

### A játék vége
A játék célja a matt. Mikor a király ütésben (sakkban) van, és a játékos ez nem tudja kivédeni (nem tud ellépni a sakkból, vagy a sakkot adó figurát kiütni, vagy a király és a sakkot adó figura közé valamilyen bábut mozgatni), akkor mattot kap, és elveszíti a játékot.
A sakk neve: janggun (將軍). Ennek kimondása játék közben nem kötelező.
A nyugati sakkban a patt akkor következik be, ha a király nincs ütésben, de csak ütésbe tudna lépni. Ez a janggiban nem döntetlen. Ha valaki pattban van, akkor ki kell hagynia a lépést, és újból az ellenfél jöhet. Természetesen ha mindkét fél pattban van, akkor döntetlen a végeredmény.

### Egyéb szabályok
A koreai versenyeken a Koreai Janggi Szövetség szabályai szerint (http://www.kja.or.kr) nincs döntetlen. Ha egy pozíció előjön háromszor egymás után, akkor meg kell állapítani, hogy ez kinek a hibája.
Egyik, vagy másik játékos a játék során dönthet úgy, hogy szembeállítja a saját generálisát a másikéval. Ekkor, ha a másik fél nem tud kilépni ebből a sakkból, akkor a végeredmény döntetlen.
Valamelyik játékos azt is megteheti, hogy örökös sakkot ad az ellenfelének, hogy mindig vele szembe áll. Ekkor, viszont előállhat háromszor ugyanaz az állás.
Ezzel kapcsolatos utolsó szabály, hogy ha a mattot adó figurát a generális azért nem tudja leütni, mert akkor szembe kerülne a másik királlyal (úgy, hogy nincs közöttük más figura), akkor ez nem számít mattnak, csak döntetlennek.
Ha végül egyik fél sem tudja bemattolni az ellenfél királyát, akkor összeadják a táblán lévő bábuk értékeit, s ez alapján döntik el, hogy ki a győztes:
Bástya: 13 pont
Ágyú: 7 pont
Huszár: 5 pont
Elefánt: 3 pont
Testőr: 3 pont
Gyalog: 2 pont
Mivel a zöld kezd először, ezért, hogy ezt az előnyt kompenzálják, a vörös 1,5 pontot kap (ennek neve 'deom(덤)'). Tehát mikor a játék kezdődik, a zöldnek 72 pontja van, míg a vörösnek 73,5. Az győz, akinek végül több pontja van.

## Külső hivatkozások
- Janggi | Sakk variációk lapja
- A koreai sakk szabályai
- Janggi applet
- A janggi szabályai (angol nyelvű)
- Koreai sakk táblák (angol nyelvű)
- Korean Janggi Társaság (koreai nyelvű)
- Janggi oldal szabályokkal (koreai nyelvű)
- Janggi oldal (koreai nyelvű)
- Essentials of Chinese Chess and of Korean ChessPDF(217 KiB)